# Tour Noir
Le Tour Noir est un sommet du massif du Mont-Blanc situé au sud de l'aiguille de l'A Neuve, entre le département français de la Haute-Savoie et le canton du Valais en Suisse. Il domine le glacier du même nom sur son versant sud-ouest, le glacier des Améthystes sur son versant nord-ouest et le glacier de l'A Neuve à l'est.

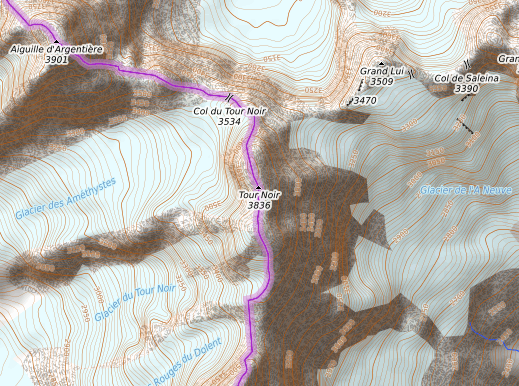
Carte topographique du Tour Noir.

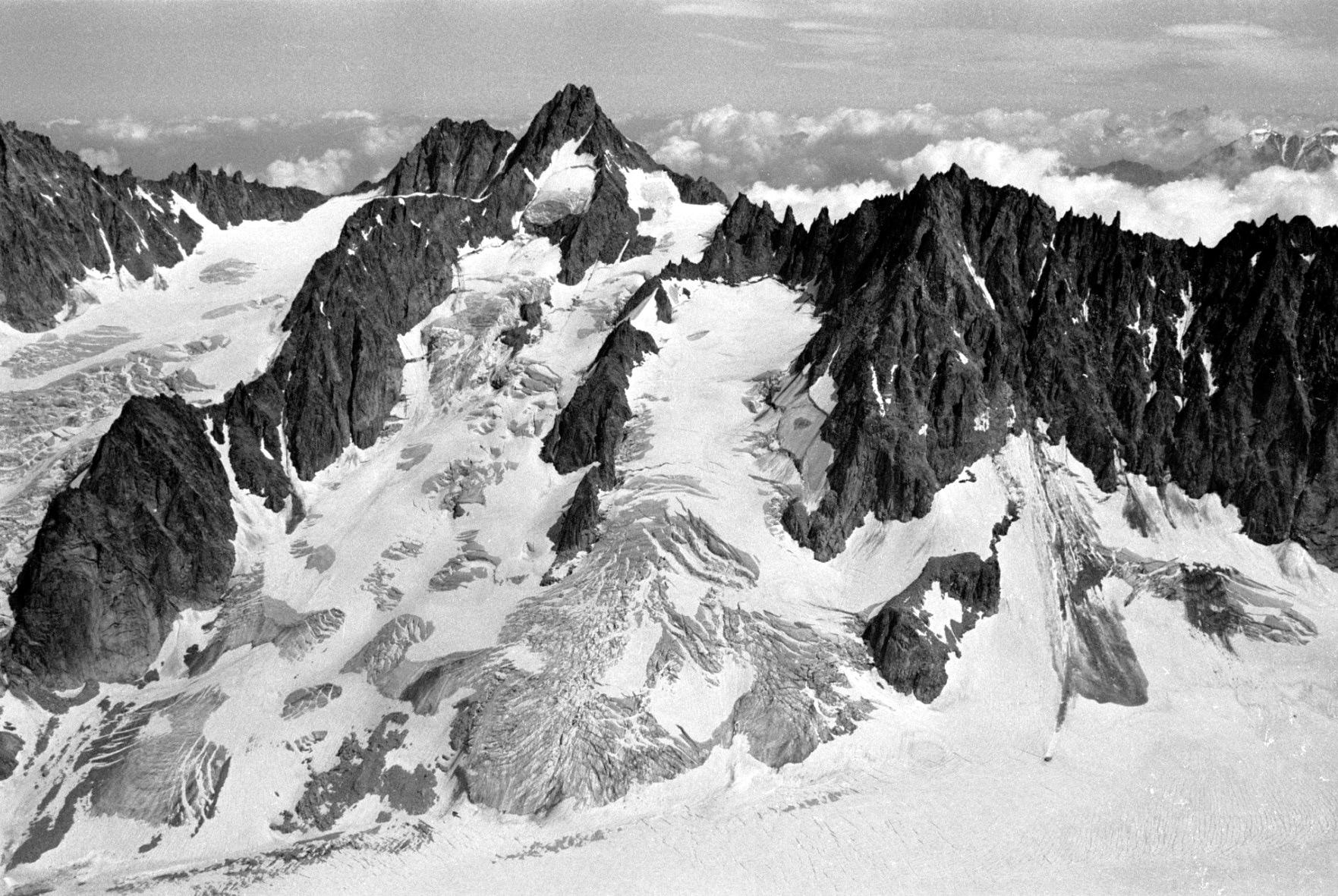
Vue en 1983 depuis les Courtes au sud-ouest du Tour Noir dominant de gauche à droite les glaciers des Améthystes, du Tour-Noir et des Rouges du Dolent avec à leurs pieds le glacier d'Argentière.